# Planet Earth (musikalbum)
Planet Earth är ett album av Prince som släpptes i juli 2007. 
Prince valde att ge ut skivan gratis i Storbritannien genom ett avtal med tidningen Mail On Sunday som innebar att skivan distribuerades ihop med tidningen den 15 juli 2007. Därför släpptes inte skivan till försäljning i Storbritannien.  
 Själv förklarade Prince gratis-släppet som att: "spreading my music and my word to as many people as possible. It's direct marketing, which proves I don't have to be in the speculation business of the record industry, which is going through tumultuous times right now."

"Prince has done this because he makes most of his money these days as a performing artist," sa chefredaktören på Mail On Sunday till BBC. "He's got a fantastic series of concerts coming up at the O2 Dome and this is a way of telling people what he's doing."

Men beslutet att ge bort skivan upprörde musikaffärer i Storbritannien. En representant för Entertainment Retailers Association kallade beslutet en förolämpning: "It is an insult to all those record stores who have supported Prince throughout his career."

Det uppskattas att tidningen betalade Prince 250 000 pund för uppgörelsen. Prince gav också bort skivan till fans som besökte någon av hans 21 spelningar i London under sommaren 2007.

Första singeln "Guitar" kom på 39:e plats på tidningen Rolling Stones lista över de 100 bästa låtarna 2007. Låten "Future Baby Mama" placerade sig också på plats 39 fast då på Billboards lista Hot R&B/Hip-Hop Songs.

På skivans omslag kan man se Prince stå bakom planeten jorden. Den holografiska effekten skapar ett djup i bilden vilket skapar intrycket av att han står en bit bakom planeten. Tittar man från en annan vinkel försvinner detta motiv och istället framträder Prince-symbolen.

## Låtlista
1. "Planet Earth"
2. "Guitar"
3. "Somewhere Here On Earth"
4. "The One U Wanna C"
5. "Future Baby Mama"
6. "Mr. Goodnight"
7. "All The Midnights In The World"
8. "Chelsea Rodgers"
9. "Lion Of Judah"
10. "Resolution"

## Singlar
- "Guitar"
- "Chelsea Rodgers"